# Marioara Trașcă
Marioara Trașcă (Bucarest, 29 ottobre 1962) è un'ex canottiera rumena, vincitrice di tre medaglie olimpiche: due argento nell'otto a Los Angeles 1984 e Seul 1988 e, sempre nell'edizione coreana, un bronzo con il 4 con.

## Palmarès
- Giochi olimpici

Los Angeles 1984: oro nell'otto.
Seul 1988: argento nell'otto, bronzo nel 4 con.
- Campionati mondiali di canottaggio

Hazewinkel 1985: bronzo nell'otto.
Nottingham 1986: oro nel quattro con.
Copenhagen 1987: oro nell'otto e nel quattro con.
- Giochi mondiali universitari

Duisburg 1989: oro nel due senza.